# Titus Andrònic
Titus Andrònic és una tragèdia escrita per William Shakespeare el 1593. Es va representar per primer cop al teatre La Rosa el gener de 1594.

## Descripció de l'obra
No hi ha cap font fiable que permeti datar la redacció o la primera producció de l'obra. Els especialistes han considerat diverses hipòtesis: l'estil d'algunes escenes no mostren el de les obres que va escriure ja ben adult i suggereixen una obra escrita durant la jovenesa, mentre que les analogies amb altres obres elisabetianes en moda a finala darreria dels anys 1580 (sobretot les escenes de violència, de canibalisme, de mutilacions, violacions, bogeria…) inciten a creure que va ser escrita a començament dels anys 1590 i que va ser representada per primera vegada cap al 1593 o 1594.
El caire sanguinós de l'obra, inspirat en el teatre de Sèneca, va més enllà que el de les obres dels seus col·legues i rivals, Christopher Marlowe i Thomas Kyd, com per exemple a El jueu de Malta o a La tragèdia espanyola.
El text fou publicat aquell mateix any en una edició anònima. Va ser un gran èxit de Shakespeare, i va traduir-se ràpidament a l'alemany per a companyies itinerants. Ja més endavant, quan la diplomàcia de Jaume I d'Anglaterra tractarà de fer oblidar aquesta moda anticatòlica, la barreja de terror i de patetisme, i serà declarat no conforme als cànons clàssics, les mutilacions dels personatges i les situacions excessivament mòrbides van topar contra les crítiques romàntiques, malgrat que al públic li va agradar en un principi. L'obra, per tant, va ser considerada durant molt de temps menor dins l'obra shakespeariana, i fins i tot considerada apòcrifa.
Al segle xx l'obra va tornar a ser popular, gràcies per exemple a la representació de Peter Brook el 1955 amb Laurence Olvier i Vivien Leigh. La versió en català per Josep Maria de Sagarra (1945) es va estrenar al Teatre Lliure de Barcelona el desembre de 1977 L'obra torna regularment als escenaris catalans. El 1990 Salvador Oliva la va traduir de nou, una traducció considerada com «‘clara, directa i senzilla’…, rescatant-ne el ritme i fent-lo ‘manejable’ per als actors».

## Personatges principals
- Titus Andrònic, gran general romà.
- Marc Andrònic, tribú i germà de Titus.
- Lavínia, filla de Titus i amant de Bassià.
- Bassià, germà de l'Emperador.
- Saturní, Emperador.
- Tamora, reina goda, captiva de Titus que esdevindrà Emperadriu.
- Aaró, serf àrab i amant de Tamora.
- Luci, Quint, Marci i Muci, fills de Titus.
- Jove Luci, net de Titus i fill de Luci.
- Alarb, Demetri i Xiró, fills de Tamora.

## Traduccions catalanes
- 1945. Titus Andrònic. Traducció de Josep Maria de Sagarra.[5]
- 1990. Titus Andrònic. Traducció de Salvador Oliva.[6]